# 约瑟夫·切尔尼
约瑟夫·切尔尼（捷克語：Josef Černý，1939年10月18日—2025年7月24日），捷克男子冰球运动员。他曾代表捷克斯洛伐克国家队参加1960年、1964年、1968年和1972年冬季奥林匹克运动会冰球比赛，获得一枚银牌和二枚铜牌。